# Länsterån
Länsterån är ett ca 10 km långt biflöde till Ljungan
som mynnar ut i sjön Mellansjön mellan byarna Ytterturingen och Överturingen.
Ån har varit hårt flottledsrensad men är numera delvis biotopvårdsåtgärdad och hyser ett litet bestånd av öring och harr
som förhoppningsvis skall stärkas av biotopvårdsåtgärderna.
Ån fungerar delvis som reproduktionsområde och är en av de sista naturliga lekplatserna för öringen i denna del av Ljungan.